# Ingrandes-Le Fresne sur Loire
Ingrandes-le-Fresne-sur-Loire é uma comuna francesa na região administrativa da Pays de la Loire, no departamento de Maine-et-Loire. Estende-se por uma área de 12,94 km². Em 2010 a comuna tinha 2 702 habitantes (densidade: 208,8 hab./km²).
A municipalidade foi estabelecida em 31 de dezembro de 2015 e consiste na fusão das antigas comunas de Ingrandes e Le Fresne-sur-Loire.